# Detana!! TwinBee
Detana!! TwinBee (出たな!! ツインビー Detana!! Tsuinbī?, lit. "¡¡Aquí viene TwinBee!!"), publicado fuera de Japón como Bells & Whistles ("Campanas y silbatos"), es un videojuego de género matamarcianos con scroll vertical publicado por Konami en 1991 como arcade. Es el quinto juego de la serie de videojuegos TwinBee y el segundo publicado como arcade tras el TwinBee original (las otras tres entregas previas se habían publicado directamente para videoconsolas). En Japón, Detana!! TwinBee fue versionado para el ordenador Sharp X68000 en 1991 y para PC Engine en 1992 así como para PlayStation y Sega Saturn en 1995 a través del recopilatorio Detana TwinBee Yahho! Deluxe Pack que también incluía a TwinBee Yahho!. En 2004 fue convertido en teléfonos móviles, y en 2007 aparece para PSP dentro del recopilatorio Twinbee Portable. La versión de PC Engine fue publicada en la Consola Virtual de Wii en Japón, pero también en Norteamérica y Europa dentro de la iniciativa "Hanabi Festival". La versión de PC Engine del juego también fue publicada, sólo en Japón, para PlayStation Network el 16 de junio de 2010. En noviembre de 2010 fue publicada en el servicio de juegos Game Room para Windows y Xbox 360 dentro del Game Pack 012. También fue lanzado para PlayStation 4 y eShop de Nintendo Switch en 16 de enero de 2020 como parte de la colección Arcade Archives.
Detana!! TwinBee significó el debut del animador japonés Jujiro Hamakawa (que figuraba en los créditos bajo el seudónimo Shuzilow.HA) como diseñador de personajes principal para todas entregas posteriores. Detana!! TwinBee fue galardonado como "Mejor juego de disparos de 1991" por la revista de arcades japonesa Gamest.

## Argumento
El juego está ambientado varios años tras el TwinBee original. TwinBee y WinBee se están relajando en su isla cuando reciben una señal de SOS procedente del distante planeta de Meru. La señal contiene un mensaje enviado por la reina Melora, quien suplica la ayuda para la salvación de su planeta de las fuerzas invasoras del malvado alien Iva. TwinBee y sus amigos deciden partir al espacio exterior para derrotar a las fuerzas de Iva y salvar el planeta Meru. Detana!! TwinBee marca la primera aparición de los pilotos de TwinBee y WinBee, Light y Pastel, respectivamente, quienes se convertirían en personajes destacados en muchos videojuegos de la serie posteriores y otros medios, aunque en realidad aquí todavía no tienen nombre, que recibirán posteriormente en el radio drama TwinBee Paradise.

## Personajes
- Twinbee y Light (1.er Jugador)
- Winbee y Pastel (2.º Jugador)
- Gwinbee (Ayudas de Winbee y Twinbee)
- Melora
- Iva (Jefe Final)

## Jugabilidad
Aparte de la mejora gráfica y sonora respecto a anteriores entregas de la serie, la jugabilidad en Detana!! TwinBee sigue las mismas convenciones establecidas en la versión arcade del original. Como es habitual, pueden jugar hasta dos jugadores simultáneos, con el jugador 1 pilotando a TwinBee y el 2, a WinBee. Los controles del arcade constan de un joystick de ocho direcciones para mover la nave y dos botones. En la versión japonesa, un botón se usa para disparar el cañón a los enemigos aéreos mientras que el otro sirve para arrojar bombas a tierra. En la versión arcade internacional (Bell & Whistles), ambos botones se usan para disparar y arrojar bombas al mismo tiempo. En este caso, mantener presionado el botón de disparo provoca que un medidor de potencia en el fondo de la pantalla se vaya llenando, permitiendo al jugador hacer un "Big Shot" (Gran disparo) al soltar el botón.
Los power-ups consisten en campanas que pueden ser descubiertas disparando a las nubes, así como ítems que aparecen al destruir enemigos en tierra. Como en el TwinBee original, el jugador puede disparar a las campanas mientras flotan para cambiar sus colores, representando cada uno de ellos un bonus o efecto distinto. Además de los cinco colores en el TwinBee original (amarillo, blanco, azul, verde y rojo) se han añadido dos nuevas campanas: una campana morada que proporciona un escudo réplica que activa múltiples barreras en torno a la nave del jugador y una campana negra que reduce la velocidad de la nave.
La minicampana y la estrella de la suerte del TwinBee original también repiten presencia. GwinBee, una nave similar a TwinBee y WinBee, también aparece en el juego, permitiendo al jugador combinar su nave con GwinBee para disparar ráfagas de fuego más anchas. Los dos jugadores también pueden alinear sus naves horizontalmente para conseguir el mismo efecto o verticalmente para obtener un potente disparo en cinco direcciones. Si los jugadores alinean sus naves con GwinBee entre ellos, él se lanzará destruyendo a todos los enemigos en pantalla.
El juego consta de siete fases. Tras completar el juego una vez, el jugador puede jugar de nuevo en una segunda ronda más difícil. El juego finaliza totalmente al completar esta segunda ronda. Tras un "Game Over", el jugador puede continuar y recibir un power-up "gratis".

## Especificaciones técnicas del arcade[8]
- Mueble: vertical

- Controles: Joystick de 8 direcciones y 2 botones

- Sistema de conexión: JAMMA[9]

- Número identificador del PCB de Konami: GX060

- CPU principal: Motorola 68000 a 16 MHz

- CPU para audio: Zilog Z80 a 3.58 MHz

- Chip para síntesis FM: Yamaha YM2151

- Chip de sonido PCM: K053260

- Paleta de colores: 2048

- Tipo de gráficos: Raster

- Orientación de la pantalla: vertical.

- Resolución gráfica: 224x288

- Frecuencia de refresco: 60 Hz

- Sonido: Estéreo